# Gliofibrom
Das Gliofibrom ist ein sehr seltener, meist bei Kindern und Jugendlichen auftretender Hirntumor, der sowohl aus Gliazellen als auch aus mesenchymalem Bindegewebe besteht.
Gliofibrome werden jetzt als „borderline“ (Tumor mit unklarer Dignität) eingestuft.
Der Begriff „Gliofibrom“ wurde im Jahre 1978 durch Reinhard L. Friede geprägt.